# Jacek Bańkowski
Jacek Jan Bańkowski (ur. 27 marca 1940 we Lwowie, zm. 21 listopada 2019 w Warszawie)  – polski informatyk, prof. dr hab. związany z Politechniką Warszawską, dyrektor IINTiE.

## Życiorys
Po ukończeniu szkoły podstawowej w 1953 i liceum ogólnokształcącego  w 1957, jako laureat V Olimpiady Fizycznej rozpoczął studia na Wydziale Łączności Politechniki Warszawskiej, które ukończył w 1962.  Stopień doktora nauk technicznych uzyskał w 1964 a doktora habilitowanego w 1966. Tytuł profesora nadzwyczajnego uzyskał w 1973 .
Od ukończenia studiów pracował na stanowiskach dydaktycznych w Instytucie Maszyn Matematycznych Wydziału Łączności (od 1966 Elektroniki), następnie w Centralnym Ośrodku informatyki Politechniki Warszawskiej.
Od 1975 roku pracował w Instytucie Informacji Naukowej, Technicznej i Ekonomicznej (IINTiE), gdzie w latach 1982–1991 pełnił funkcję dyrektora. Kontynuował pracę w Instytucie, który od 2002 został włączony do Instytutu Mechanizacji Budownictwa i Górnictwa Skalnego, do przejścia na emeryturę. W latach 1998–2002 dodatkowo pracował w Wyższej Szkole Przedsiębiorczości i Zarządzania im. Leona Koźmińskiego, gdzie był członkiem Senatu .
Przez wiele kadencji był członkiem Komitetu Informatyki PAN, a także przewodniczącym Komitetu Informacji Naukowej przy Prezydium PAN (1984–1989).
W latach 1983–1994 wielokrotnie pełnił funkcje konsultanta w zakresie baz danych i programowania dla wyspecjalizowanych agend ONZ (UNESCO, UNIDO, FAO).
Był członkiem założycielem Polskiego Towarzystwa Informatycznego, w którym był członkiem Zarządu Głównego trzech kadencji w latach 1981–1990 .

## Życie prywatne
Był żonaty z Anną Bańkowską), jedna córka, wnuk. Zmarł 21 listopada 2019 roku. Pochowany na Cm. Północnym w Warszawie.

## Dokonania naukowe
Pierwsze prace badawcze koncentrowały się na teorii niezawodności przetworników cyfrowych. Od 1970 zajmował się językami programowania i kompilatorami oraz systemami baz danych. Opracował metody opisu składni języka programowania oraz systemy zarządzania tekstami w bazach danych. Kierował trzema projektami badawczymi  – wielojęzycznego systemu informacyjnego, metody semantycznej analizy dokumentów tekstowych w postaci graficznej, automatyzacji słownika danych w bazach danych makroekonomicznych – finansowanych przez KBN kolejno w latach 1992–1999. Był promotorem kilkunastu prac doktorskich. Za osiągnięcia badawcze otrzymał nagrody Ministra Nauki, Szkolnictwa Wyższego i Techniki (II i III stopnia) .

## Publikacje
- Jest autorem lub współautorem około 50 publikacji oraz 6 patentów[2] .
- Programowanie w języku FORTRAN 1972, Państwowe Wydawnictwa Naukowe, Warszawa (współautor Konrad Fiałkowski). 4 wydania.
- Wprowadzenie do Informatyki, 1978, Państwowe Wydawnictwa Naukowe, Warszawa (współautor Konrad Fiałkowski). 3 wydania.
- Programowanie w języku FORTRAN dla ODRA 1300, ICL 1900, CDC CYBER 70, 1978 Państwowe Wydawnictwa Naukowe, Warszawa (współautorzy Konrad Fiałkowski i Z. Odrowąż-Sypniewski). 7 wydań.